# Államok vezetőinek listája 846-ban
Ezen az oldalon az i. sz. 846-ban fennálló államok vezetőinek névsora olvasható földrészek, majd országok szerinti bontásban.

## Európa
- Asztúriai Királyság
  - Király: I. Ramiro (842–850)
- Beneventói Hercegség
  - Herceg: I. Radelchis (839-851)
- Bizánci Birodalom
  - Császár: III. Mikhaél (842–867)
- Bolgár Kánság
  - Kán: Preszjan (836–852)
- Córdobai Emirátus
  - Emír: II. Abd al-Rahmán (822–852)
- Nyugati Frank Királyság
  - Király: II. Károly (843–877)
  - Toulouse-i Grófság
    - Gróf: Septimaniai Vilmos (844-849)
- Középső Frank Királyság
  - Király: I. Lothár (843-855)
  - Spoletói Hercegség
    - Herceg: I. Guido (843-860)
- Keleti Frank Királyság
  - Király: II. Lajos (843–876)
  - Szászország
    - Gróf: Liudolf (kb. 840–866)
- Morvák
  - Fejedelem: I. Mojmir (kb. 830-846)
  - Fejedelem: Rasztiszlav (846–870)
- Navarra
  - Király: Íñigo Arista (824–852)
- Nápolyi Hercegség
  - Herceg: I. Sergio (840–864/865)
- Pápai Állam
  - Pápa: II. Sergius (844-847)
- Szerbek
  - Fejedelem: Vlasztimir (830-851)
- Velencei Köztársaság
  - Dózse: Pietro Tradonico (836–864)

### Britannia
- Gwynedd
  - Király: Rhodri Mawr (844–878)
- Kelet-angliai Királyság
  - Király: Æthelweard (845–855)
- Mercia
  - Király: Beorhtwulf (840–852)
- Northumbria
  - Király: II. Æthelred (844–849)
- Powys
  -     - Herceg: Cyngen ap Cadell (808–854)
- Skót Királyság
  - Király: I. Kenneth (843–859)
- Strathclyde
  - Király: Artgal (kb. 840–872)
- Wessexi Királyság
  - Király: Æthelwulf (839–855)

## Ázsia
- Abbászida Kalifátus
  - Kalifa: I. al-Vászik (842–847)
- India
  - Anuradhapura
    - Király: IX. Aggabódhi (843–846)
    - Király: I. Szena (846-866)

  - Karkota-dinasztia
    - Király: Csipjata-Dzsajapida (832–855)

  - Pallava
    - Király: III. Nandivarman (825–850)

  - Pándja-dinasztia
    - Király: Szirmara Szrivallabha (830–862)

  - Pratihara-dinasztia
    - Király: Mihira Bhodzsa (836–885)

  - Rástrakúta-dinasztia
    - Király: I. Amoghavarsa (814–878)
- Japán
  - Császár: Ninmjó (833–850)
- Khmer Birodalom
  - Király: II. Dzsajavarman (802–850)
- Kína (Tang-dinasztia)
  - Császár: Tang Vu-cung (840–846)
  - Császár: Tang Hszüan-cung (846–859)
- Korea
  - Silla
    - Király: Munszong (839–857)

  - Palhe
    - Király: Te Idzsin (832-858)
- Mataram
  - Király: Rakai Garun (829–847)
- Nancsao
  - Király: Quanfengyou (823–859)

## Afrika
- Aglabidák
  - Emír: I. Abu al-Abbász Muhammad (841–856)
- Idríszidák
  - Imám: Ali ibn Muhammad (836–849)
- Rusztamidák
  - Imám: Aflah ibn Abd al-Vahháb (824–872)

## Fordítás
- Ez a szócikk részben vagy egészben  a   Liste der Staatsoberhäupter 846 című német Wikipédia-szócikk ezen változatának fordításán alapul.  Az eredeti cikk szerkesztőit annak laptörténete sorolja fel. Ez a jelzés csupán a megfogalmazás eredetét és a szerzői jogokat jelzi, nem szolgál a cikkben szereplő információk forrásmegjelöléseként.